# Inchigeelagh
Inchigeelagh (iriska: Inse Geimhleach) är en ort i republiken Irland.   Den ligger i grevskapet County Cork och provinsen Munster, i den sydvästra delen av landet, 260 km sydväst om huvudstaden Dublin. Inchigeelagh ligger 127 meter över havet och antalet invånare är 160.
Terrängen runt Inchigeelagh är platt österut, men västerut är den kuperad. Runt Inchigeelagh är det ganska glesbefolkat, med 21 invånare per kvadratkilometer. Närmaste större samhälle är Dunmanway, 12,9 km söder om Inchigeelagh. Trakten runt Inchigeelagh består i huvudsak av gräsmarker.